# نهب تل الجزر
يقال إن نهب تل الجزر حدث في بداية القرن العاشر قبل الميلاد وفقًا للكتاب المقدس العبري، عندما تم غزو مدينة تل الجزر وإحراقها من قبل ملك مصري، على الأرجح سي أمون، خلال حملته العسكرية في فلسطين. ثم أعطاها هذا الملك المصري المجهول للملك سليمان كمهر لابنته. وقد ورد ذكر هذه الحملة والاستيلاء على المدينة في الكتاب المقدس. يقول الكتاب المقدس:ثقافة جزرة
 وصعد فرعون ملك مصر وأسر جيزر. وحطمها بالنار وقتل الكنعانيين الساكنين في المدينة واعطاها مهرا لابنته امرأة سليمان.

(الملوك الأول 9:16) 

## التعرف على الفرعون
الإشارة الوحيدة في الكتاب المقدس إلى فرعون قد يكون سي أمون هي النص المأخوذ من الملوك الأول المقتبس أعلاه، وليس لدينا مصادر تاريخية أخرى تحدد بوضوح ما حدث بالفعل. كما هو موضح أدناه، يعتقد كينيث كيتشن أن سي أمون غزا تل الجزر وأعطاها لسليمان. ويختلف آخرون مثل بول إس آش ومارك دبليو شافالاس، ويذكر شافالاس أنه «من المستحيل تحديد أي العاهل المصري حكم بالتزامن مع داود وسليمان». يجادل البروفيسور إدوارد ليبينسكي بأن تل الجزر الذي كان غير محصن بعد ذلك، قد تم تدميره في أواخر القرن العاشر (وبالتالي لم يكن معاصرًا لسليمان) وأن الفرعون على الأرجح كان شيشنق الأول. «محاولة ربط تدمير تل الجزر بالعلاقة الافتراضية بين سي أمون وسليمان لا يمكن تبريره من حيث الوقائع، لأن موت سي أمون يسبق صعود سليمان».

## علم الآثار
يصور مشهد نقش مجزأ ولكنه معروف جيدًا من معبد آمون في تانيس ملك مصري يضرب أعداءه بصولجان. لا يمكن أن يكون هناك شك في أن الشخص الذي يظهر على هذا النقش هو سي أمون كما أكد عالم المصريات البريطاني البارز، كينيث كيتشن، في كتابه، حول موثوقية العهد القديم. يظهر سي أمون هنا «في وضع نموذجي يلوح بصولجان ليضرب السجناء الذين فقدوا الآن على اليمين باستثناء ذراعان ويدين، أحدهما يمسك بفأس مزدوج الشفرة من تجويفه.» ويلاحظ الكاتب أن هذا الفأس ذو الشفرة المزدوجة أو المطرد له نصل على شكل هلال متوهج وهو قريب في شكله من بحر إيجة متأثرًا بفأس مزدوج ولكنه يختلف تمامًا عن الفأس الفلسطيني / الكنعاني مزدوج الرأس الذي له شكل مختلف يشبه X . وهكذا، خلص كيتشن إلى أن أعداء سي أمون كانوا من الفلستيين الذين ينحدرون من شعوب البحر في بحر إيجه وأن سي أمون كان يحيي ذكرى انتصاره الأخير عليهم في تل الجزر من خلال تصوير نفسه في مشهد معركة رسمي نقش في المعبد في تانيس. في الآونة الأخيرة، طرح بول إس آش حجة مفصلة مفادها أن نقش سي أمون يصور معركة وهمية. ويشير إلى أنه في النقوش المصرية لا يظهر الفلسطينيون مطلقًا وهم يحملون فأسًا، وأنه لا يوجد دليل أثري على استخدام الفؤوس للفلسطينيين. كما يجادل بأنه لا يوجد في النقش ما يربطها بفلسطين أو بلاد الشام.
انتهى الموسم الأول من حفريات تل الجزر بنجاح وكشف عن بعض التفاصيل المثيرة للاهتمام. من بين أمور أخرى، اكتشاف طبقة دمار كثيفة قد يرجع تاريخها إلى تدمير سي أمون (ملوك الأول 9:16).